# Red de Transporte Interplanetario

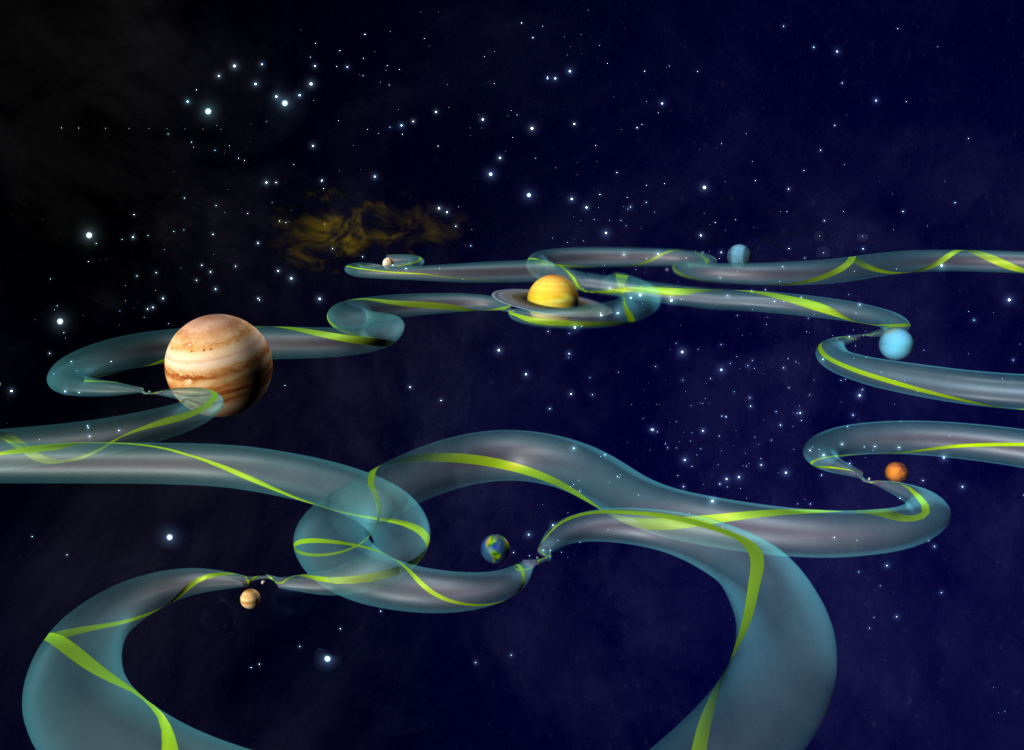
Esta representación estilizada de la ITN está diseñado para mostrar su camino (a menudo complicado) a través del sistema solar. La cinta verde representa un camino entre los muchos que son matemáticamente posibles a lo largo de la superficie del tubo delimitador verde más oscuro. Las ubicaciones donde la cinta cambia de dirección abruptamente representan cambios de trayectoria en los puntos de Lagrange, mientras que las áreas restringidas representan ubicaciones donde los objetos permanecen en órbita temporal alrededor de un punto antes de continuar.

La Red de Transporte Interplanetaria (ITN) es una colección de caminos gravitacionalmente determinados a través del sistema solar que requieren muy poca energía para que un objeto siga. El ITN hace un uso particular de los puntos de Lagrange como lugares donde las trayectorias a través del espacio son redirigidas usando poca o ninguna energía. Estos puntos tienen la propiedad peculiar de permitir que los objetos orbiten alrededor de ellos, a pesar de que carecen de un objeto para orbitar. Aunque usan poca energía, el transporte puede tardar mucho tiempo. Shane Ross ha dicho: "Debido al largo tiempo necesario para lograr las transferencias de baja energía entre planetas, la Superautopista Interplanetaria es impráctica para transferencias como desde la Tierra hasta Marte en la actualidad".